# Ворсма
Ворсма (на руски: Ворсма) е град в Русия, разположен е около река Кишма в Павловски район, Нижегородска област. Населението на града към 1 януари 2018 година е 10 491 души.